# Universalist Church of America

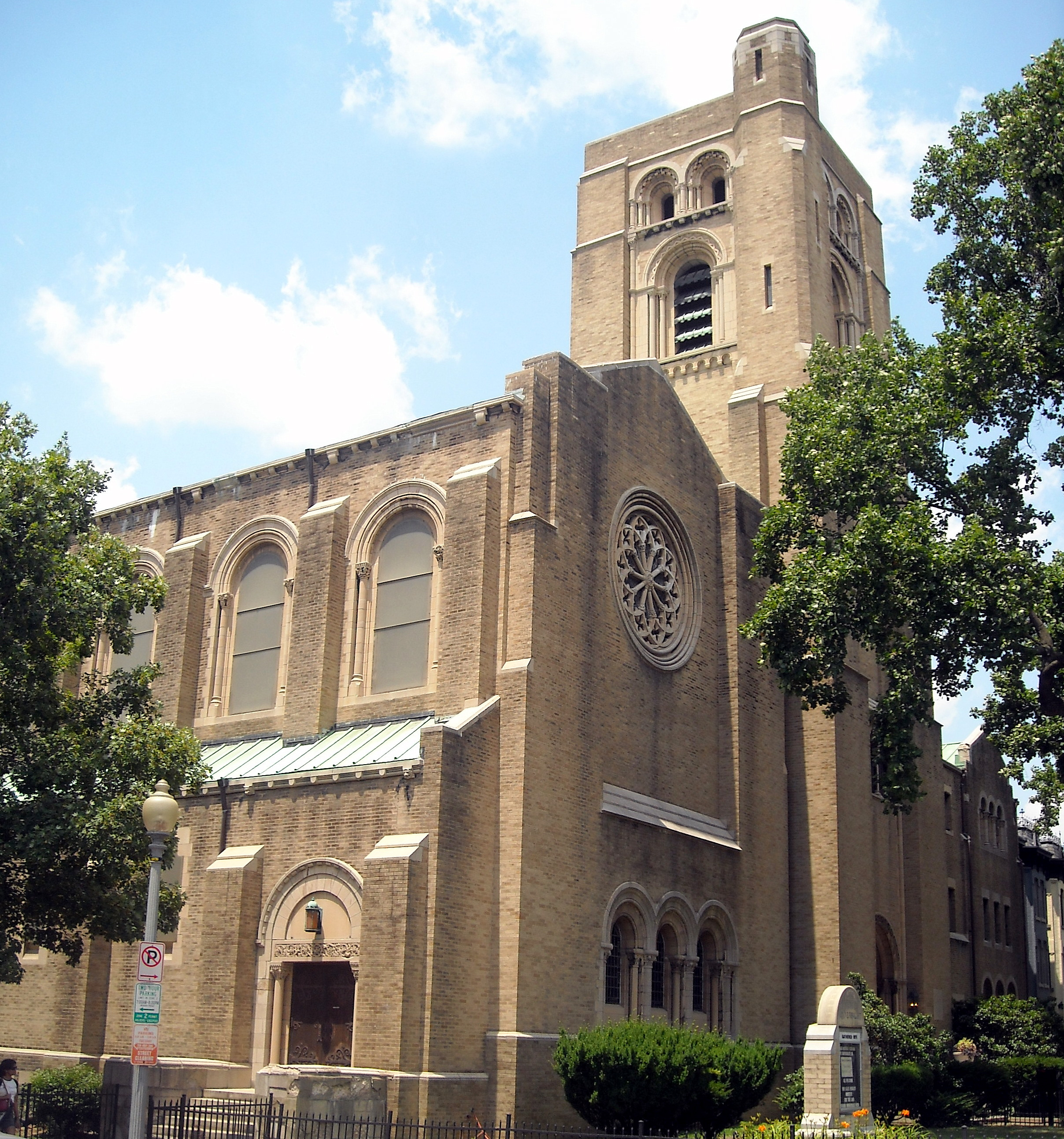
Universalist National Memorial Church in Washington

Symbol des christlichen Universalismus

Die Universalist Church of America war eine christliche Kirche in den Vereinigten Staaten, die sich 1961 mit der unitarischen American Unitarian Association zur Unitarian Universalist Association vereinigte.
Die Kirche vertrat einen christlichen Universalismus, der im Sinne der Allaussöhnung (Apokatastasis) die ewige Verdammnis des Menschen ablehnte und stattdessen von der Möglichkeit der allumfassenden Erlösung ausging.

## Geschichte
Der nordamerikanische Universalismus entwickelte sich im 18. Jahrhundert in einem vornehmlich protestantisch geprägten Umfeld. Einflüsse kamen unter anderem aus der Täuferbewegung und dem Pietismus – beispielsweise in Hinblick auf einen individuellen Zugang zum Glauben oder den von Zinzendorf formulierten Anspruch einer Religion des Herzens. Ein erstes regionales Zentrum bildeten die Mittelatlantikstaaten. Unter den ersten führenden Universalisten können unter anderem George de Benneville und Elhanan Winchester genannt werden. Benneville stand unter anderem in Kontakt mit dem von deutschen Auswanderern gegründeten Ephrata Cloister in Pennsylvania und bemühte sich früh um eine Übersetzung des universalistischen Werkes Das ewige Evangelium des aus Deutschland stammenden Georg Klein-Nicolai.
Im Jahr 1779 wurde in Gloucester in Massachusetts die erste universalistische Gemeinde gegründet. Eine entscheidende Rolle hierbei spielte der aus England stammende Pfarrer John Murray, der (zusammen mit Hosea Ballou) auch als Gründungsvater des amerikanischen Universalismus angesehen wird. Ab 1785 wurden in Neuengland jährliche Zusammenkünfte abgehalten, die ab 1804 unter dem Namen The General Convention of Universalists in the New England States and Others firmierten. In den Folgejahren etablierten sich auch in anderen Bundesstaaten regionale Strukturen wie zum Beispiel die Philadelphia Convention in Pennsylvania. Die Universalisten nahem in gesellschaftlichen Fragen meist einen liberalen Standpunkt ein. Als Beispiel kann die Frauenrechtlerin Olympia Brown genannt werden, die eine der ersten weiblichen Pastoren in Nordamerika war. Im Jahr 1866 gründete sich schließlich die Universalist General Convention, die sich 1942 in Universalist Church in America umbenannte. 1899 gab es erste Gespräche über die Möglichkeit, sich mit den nordamerikanischen Unitariern der American Unitarian Association zusammenzuschließen. 1961 fusionierten schließlich beide Kirchen zur heutigen Unitarian Universalist Association, in der der christliche Universalismus im Laufe des 20. Jahrhunderts jedoch von einer eher pantheistisch-humanistischen Auffassung marginalisiert wurde.
2007 gründete sich mit der Christian Universalist Association in Nordamerika eine neue eigenständige christlich-universalistische Vereinigung.